# Conchapelopia mera
Conchapelopia mera är en tvåvingeart som beskrevs av Roback 1971. Conchapelopia mera ingår i släktet Conchapelopia och familjen fjädermyggor. Inga underarter finns listade i Catalogue of Life.